# Sotíris Dimitríou
Sotíris Dimitríou (grec moderne : Σωτήρης Δημητρίου ; Ampelonas, Nome de Thesprotie, 1955) est un écrivain grec. En 2013, il est récompensé pour ses recueils de nouvelles par l'Académie d'Athènes. Ses ouvrages La Veine jugulaire et L'Indolence du bien ont reçu le prix de la nouvelle du magazine Diavázo en 1999 et 2002. Ses ouvrages sont traduits en anglais, allemand, néerlandais et albanais.

## Œuvres
- Sentiments, poèmes, Dodoni, 1985
- Dialith'im, Christakis, nouvelles, Ypsilon, 1987
- Un enfant de Thessalonique, nouvelles, Kedros, 1989
- Heureux soit ton nom, roman, Kedros, 1993
  - traduit en français par Marie-Cécile Fauvin, Quidam éditeur, Meudon, 2022
- La veine jugulaire, nouvelles, 1998
- L'indolence du bien, nouvelles, Patakis, 2001
- Dieu leur dit, roman, Metaichmio, 2002
  - traduit en français par Marie-Cécile Fauvin, Quidam éditeur, Meudon, 2023
- Les porteurs de fruits d'Athènes, nouvelle, Patakis, 2005
- Comme un peu d'eau, roman, Lettres grecques, 2007
- Les écailles du visage, nouvelles, Patakis, 2009
- Le silence de l'herbe sèche, nouvelle, Patakis, 2011
- Le bouton et la robe, nouvelles, Patakis, 2012
- Près du ventre, Patakis, 2014
- Mes rêves me hantent, Patakis, 2015